# Lison (Calvados)
Pour les articles homonymes, voir Lison.
Lison est une commune française, située dans le département du Calvados en région Normandie.

## Géographie

### Localisation
Lison est une commune située dans le parc naturel régional des Marais du Cotentin et du Bessin, à la limite entre le Calvados et la Manche.
Lison est à neuf kilomètres d'Isigny-sur-Mer et quinze kilomètres de Saint-Lô.

### Communes limitrophes
Les communes limitrophes sont Cartigny-l'Épinay, Sainte-Marguerite-d'Elle, Airel, Moon-sur-Elle et Isigny-sur-Mer.

### Hydrographie
La commune est située dans le bassin Seine-Normandie. Elle est drainée par l'Elle, le Rieu, le ruisseau du Moulin d'Annebey, la Fontaine des Palliès, le fossé 01 de la Jumellerie, le ruisseau de la Mare au Pre, l'Elle, le ruisseau Cocrel et divers autres petits cours d'eau,.
L'Elle, d'une longueur de 32 km, prend sa source dans la commune de Saint-Germain-d'Elle et se jette  dans la Vire à Isigny-sur-Mer, après avoir traversé onze communes. 
Le Rieu, d'une longueur de 12 km, prend sa source dans la commune de Sainte-Marguerite-d'Elle et se jette  dans l'Elle à Airel, après avoir traversé cinq communes. 

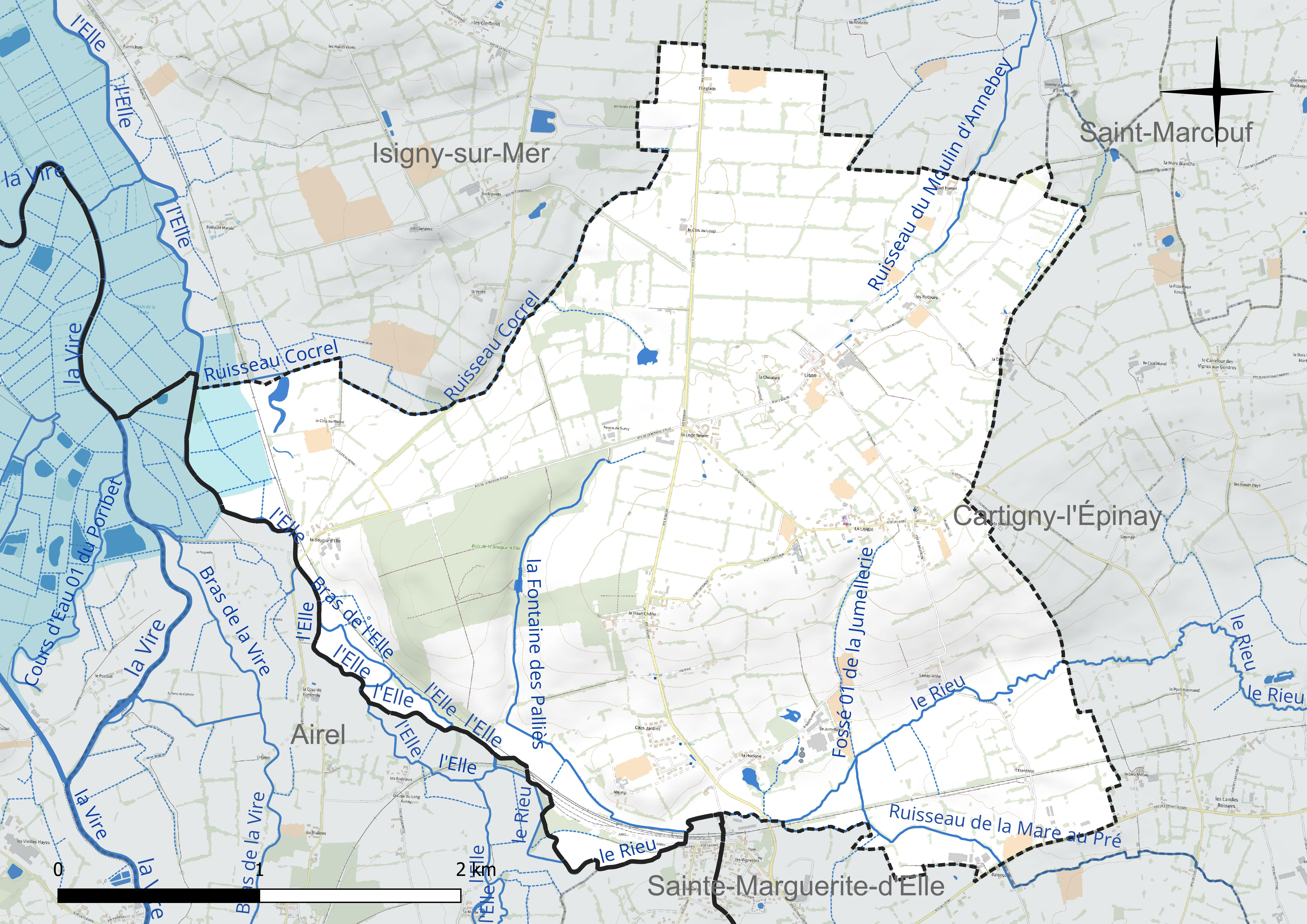
Réseau hydrographique de Lison.

### Climat
Pour des articles plus généraux, voir Climat de la Normandie et Climat du Calvados.
En 2010, le climat de la commune est de type climat océanique franc, selon une étude du CNRS s'appuyant sur une série de données couvrant la période 1971-2000. En 2020, Météo-France publie une typologie des climats de la France métropolitaine dans laquelle la commune est exposée à un climat océanique et est dans la région climatique Normandie (Cotentin, Orne), caractérisée par une pluviométrie relativement élevée (850 mm/a) et un été frais (15,5 °C) et venté. Parallèlement le GIEC normand, un groupe régional d'experts sur le climat, différencie quant à lui, dans une étude de 2020, trois grands types de climats pour la région Normandie, nuancés à une échelle plus fine par les facteurs géographiques locaux. La commune est, selon ce zonage, exposée à un « climat maritime », correspondant au Cotentin et à l'ouest du département de la Manche, frais, humide et pluvieux, où les contrastes pluviométrique et thermique sont parfois très prononcés en quelques kilomètres quand le relief est marqué.
Pour la période 1971-2000, la température annuelle moyenne est de 10,7 °C, avec  une amplitude thermique annuelle de 11,6 °C. Le cumul annuel moyen de précipitations est de 942 mm, avec 14,5 jours de précipitations en janvier et 8,2 jours en juillet. Pour la période 1991-2020, la température moyenne annuelle observée sur la station météorologique la plus proche, située sur la commune de Balleroy-sur-Drôme à 16 km à vol d'oiseau, est de 11,2 °C et le cumul annuel moyen de précipitations est de 924,3 mm,. Pour l'avenir, les paramètres climatiques de la commune estimés pour 2050 selon différents scénarios d'émission de gaz à effet de serre sont consultables sur un site dédié publié par Météo-France en novembre 2022.

## Urbanisme

### Typologie
Au 1er janvier 2024, Lison est catégorisée commune rurale à habitat dispersé, selon la nouvelle grille communale de densité à 7 niveaux définie par l'Insee en 2022.
Elle est située hors unité urbaine. Par ailleurs la commune fait partie de l'aire d'attraction de Saint-Lô, dont elle est une commune de la couronne,. Cette aire, qui regroupe 63 communes, est catégorisée dans les aires de 50 000 à moins de 200 000 habitants,.

### Occupation des sols

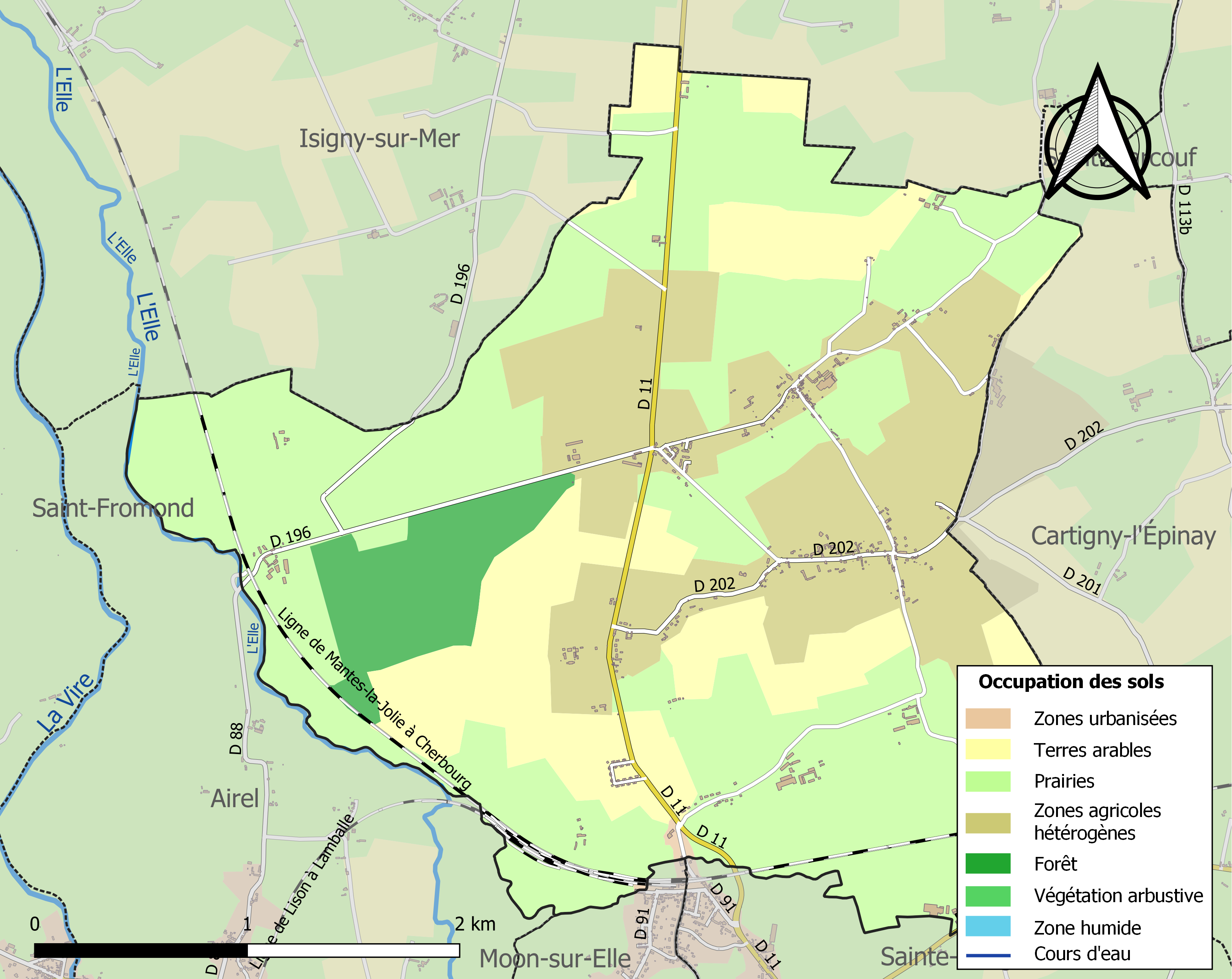
Carte des infrastructures et de l'occupation des sols de la commune en 2018 (CLC).

L'occupation des sols de la commune, telle qu'elle ressort de la base de données européenne d'occupation biophysique des sols Corine Land Cover (CLC), est marquée par l'importance des territoires agricoles (94,4 % en 2018), une proportion identique à celle de 1990 (94,4 %). La répartition détaillée en 2018 est la suivante : 
prairies (50,8 %), zones agricoles hétérogènes (24,5 %), terres arables (19 %), forêts (5,4 %), zones urbanisées (0,2 %). L'évolution de l'occupation des sols de la commune et de ses infrastructures peut être observée sur les différentes représentations cartographiques du territoire : la carte de Cassini (XVIIIe siècle), la carte d'état-major (1820-1866) et les cartes ou photos aériennes de l'IGN pour la période actuelle (1950 à aujourd'hui).

### Habitat et logement
En 2020, le nombre total de logements dans la commune était de 245, alors qu'il était de 238 en 2015 et de 237 en 2010.
Parmi ces logements, 83,8 % étaient des résidences principales, 10,8 % des résidences secondaires et 5,4 % des logements vacants. Ces logements étaient pour 98,3 % d'entre eux des maisons individuelles et pour 0,9 % des appartements.
Le tableau ci-dessous présente la typologie des logements à Lison en 2020 en comparaison avec celle du Calvados et de la France entière. Une caractéristique marquante du parc de logements est ainsi une proportion de résidences secondaires et logements occasionnels (10,8 %) inférieure à celle du département (17,9 %) mais supérieure à celle de la France entière (9,7 %). Concernant le statut d'occupation de ces logements, 60,1 % des habitants de la commune sont propriétaires de leur logement (59,7 % en 2015), contre 57,2 % pour le Calvados et 57,5 pour la France entière.
| Typologie                                               | Lison | Calvados | France entière |
| ------------------------------------------------------- | ----- | -------- | -------------- |
| Résidences principales (en %)                           | 83,8  | 75,3     | 82,1           |
| Résidences secondaires et logements occasionnels (en %) | 10,8  | 17,9     | 9,7            |
| Logements vacants (en %)                                | 5,4   | 6,8      | 8,2            |

### Voies de communication et transports

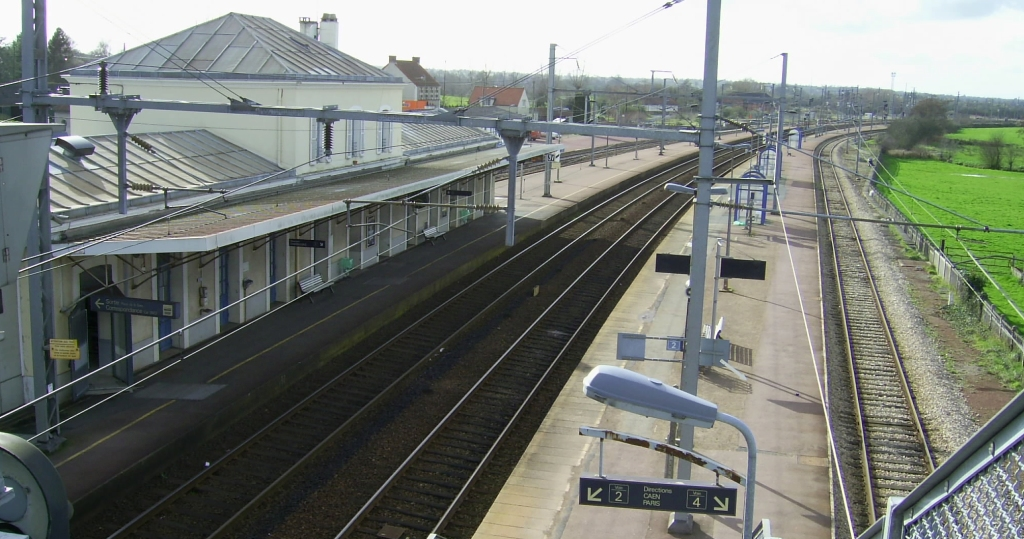
La gare vue des quais.

La gare de Lison, située sur les lignes Paris - Cherbourg et Caen - Rennes, Malgré son nom, le bâtiment d'accueil des voyageurs et les quais sont partagés entre les communes de Moon-sur-Elle et Sainte-Marguerite-d'Elle.
Cette gare présente l'amusante particularité que le guichet de vente des billets se trouve dans le Calvados et la borne de compostage du hall voyageurs dans la Manche. Elle est desservie par les trains TER Normandie (vers Lisieux/Caen ou Saint-Lô/Coutances/Rennes), ainsi que par les trains TER Normandie également en provenance ou en direction de Paris-Saint-Lazare, via Caen, et de Cherbourg.
Le personnel SNCF est supprimé de la gare en octobre 2023, alors qu'elle voit passer 64 trains journaliers et 220 000 usagers par an.
La gare est également desservie par des cars interurbains

## Toponymie
Le nom de la localité est attesté sous la forme Lisun  en 1035 et en 1037.
Lison est dérivé du nom romain Lisius ou du nom germanique Liuso, et est suivi par la syllabe de propriété latine -o / -onis[réf. nécessaire].

## Histoire

### Époque contemporaine

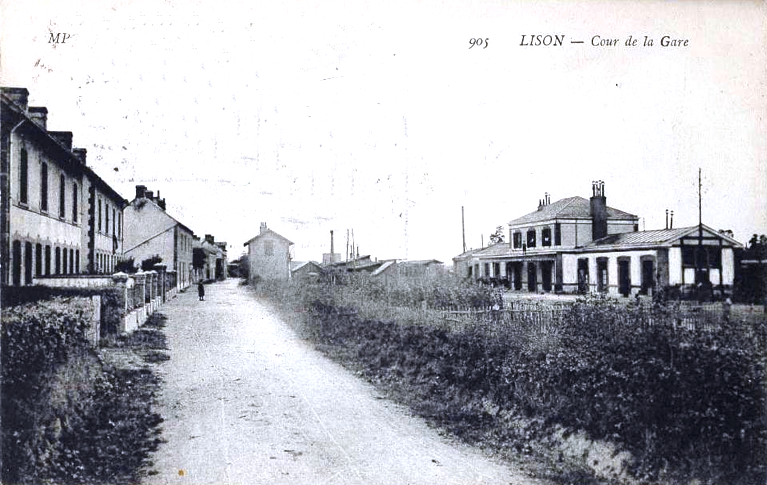
La gare au début des années 1900.

La « station de Lison » est mise en service le 17 juillet 1858 par la Compagnie des chemins de fer de l'Ouest, lorsqu'elle ouvre à l'exploitation la dernière section, de Caen à Cherbourg, de la ligne de Mantes-la-Jolie à Cherbourg qui permet la circulation des trains entre Paris et Cherbourg. Elle est implantée à l'extrême limite du Calvados et de la Manche, à cheval sur trois communes, Moon-sur-Elle, Sainte-Marguerite-d'Elle et Lison, et à l'extérieur de ces bourgs, résultat de longues négociations du fait des conflits entre l'intérêt stratégique national et les intérêts locaux défendus par les élus du conseil général de la Manche
L'embranchement vers Saint-Lô est ouvert à l'exploitation, par la compagnie de l'Ouest le 1er mai 1860. En 1879, l'ouverture de son prolongement jusqu'à Lamballe permet la création de relations entre les gares de Rennes et Caen via celle de Lison
Lison était autrefois une importante gare de triage, où ont travaillé jusqu'à deux cents cheminots.

Lison pendant la Seconde Guerre mondiale
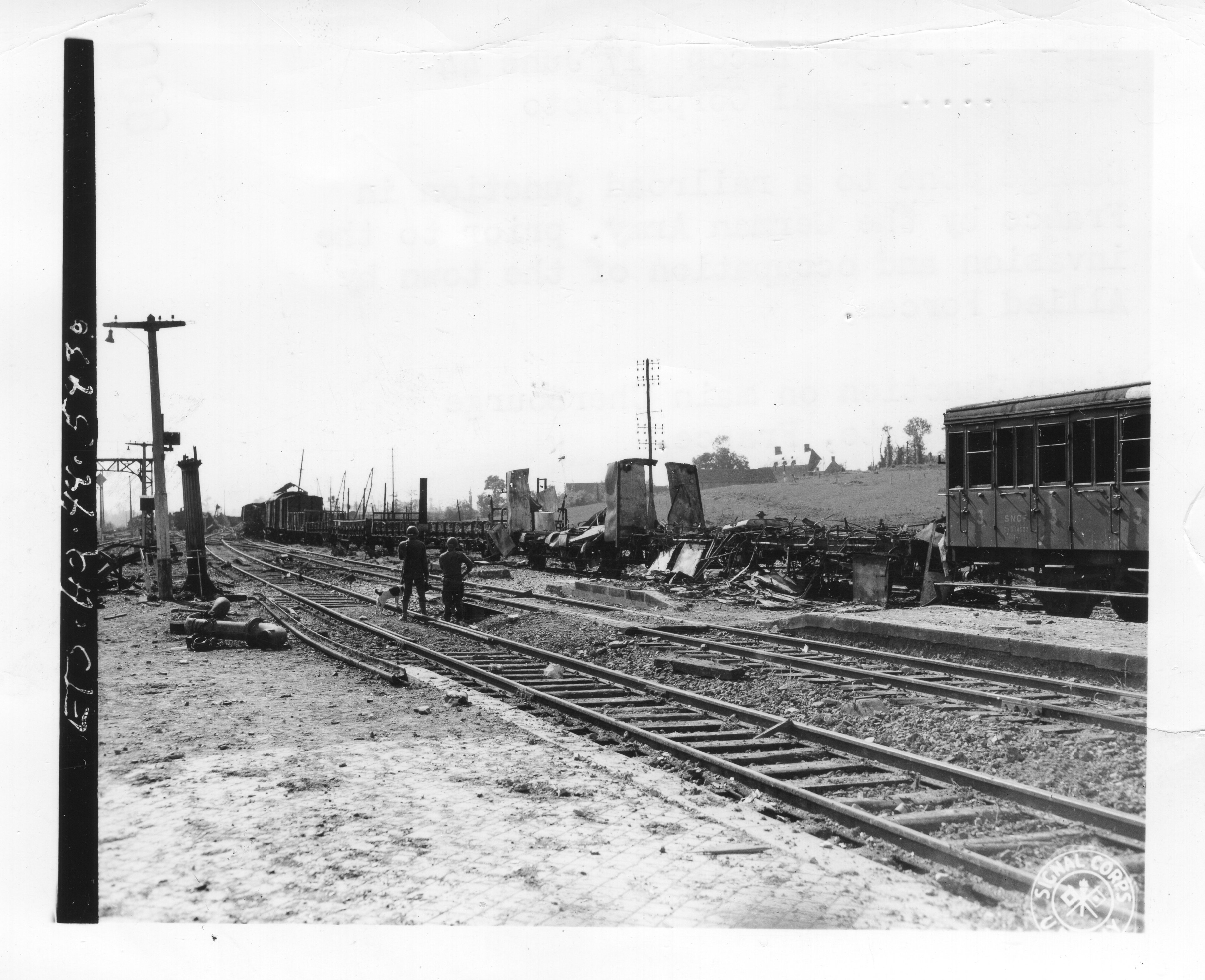
17 juin  1944 : La gare bombardée
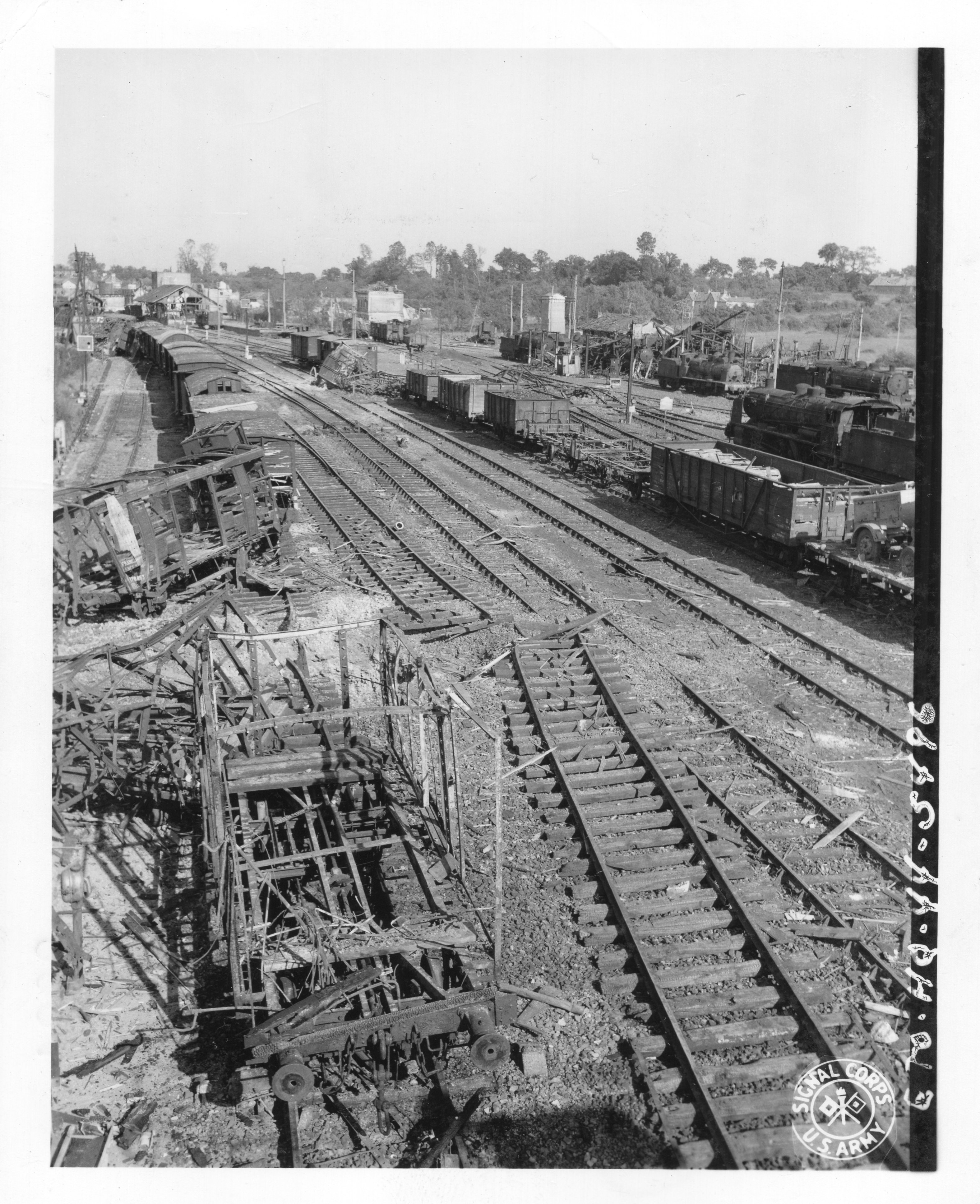
19 juin 1944 : La gare après un bombardement nocturne par la RAF.
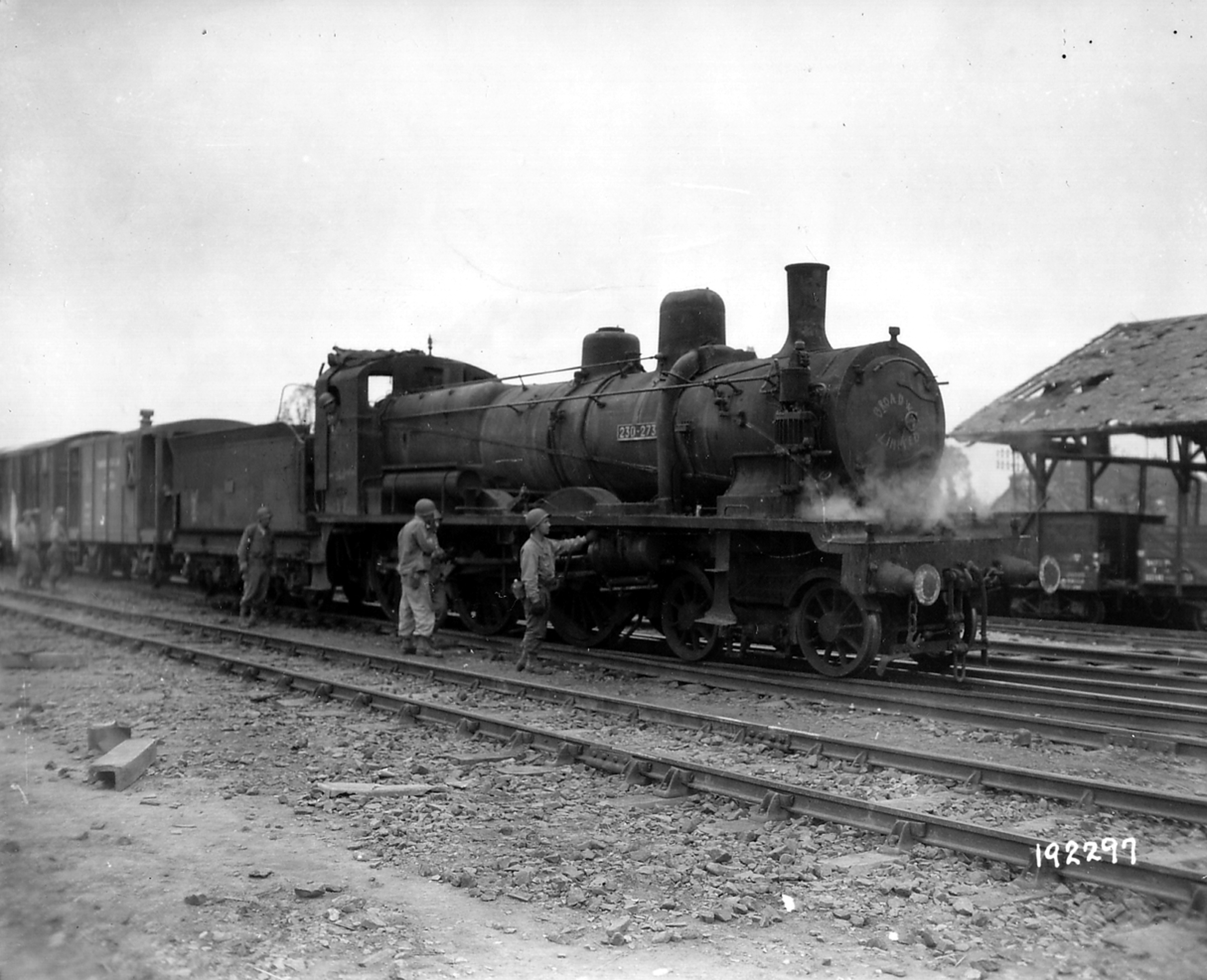
5 août 1944 : Locomotive américaine en tête d'un train de fret.

## Politique et administration

### Rattachements administratifs et électoraux

#### Rattachements administratifs
La commune se trouve dans l'arrondissement de Bayeux du département de du Calvados.
Elle faisait partie depuis 1793 du canton d'Isigny-sur-Mer. Dans le cadre du redécoupage cantonal de 2014 en France, cette circonscription administrative territoriale a disparu, et le canton n'est plus qu'une circonscription électorale.

#### Rattachements électoraux
Pour les élections départementales, la commune fait partie depuis 2014 du canton de Trévières
Pour l'élection des députés, elle fait partie de la cinquième circonscription du Calvados.

### Intercommunalité
Lison  était membre de la petite communauté de communes Isigny Grandcamp Intercom, un établissement public de coopération intercommunale (EPCI) à fiscalité propre créé en 2002 et auquel la commune avait transféré un certain nombre de ses compétences, dans les conditions déterminées par le code général des collectivités territoriales.
Dans le cadre des dispositions de la loi portant nouvelle organisation territoriale de la République du 7 août 2015, qui prévoit que les établissements publics de coopération intercommunale (EPCI) à fiscalité propre doivent avoir un minimum de 15 000 habitants, cette intercommunalité a fusionné avec ses voisines pour former, le 1er janvier 2017, la communauté de communes Isigny-Omaha Intercom, dont est désormais membre la commune.

### Liste des maires
| Période                                  | Période                       | Identité           | Étiquette | Qualité                                          |
| ---------------------------------------- | ----------------------------- | ------------------ | --------- | ------------------------------------------------ |
| Les données manquantes sont à compléter. |                               |                    |           |                                                  |
| 1995                                     | mai 2020                      | Roland Tostain,    | SE        | Agriculteur                                      |
| mai 2020                                 | février 2024                  | Thierry Defontenay | SE        | Agriculteur Démissionnaire                       |
| février 2024                             | En cours (au 21 février 2024) | Cécile Tostain     |           | Agricultrice retraitée, épouse de Roland Tostain |

## Équipements et services publics

### Enseignement
Les enfants de la commune sont scolarisés avec ceux de Sainte-Marguerite-d'Elle dans le cadre d'un regroupement pédagogique intercommunal qui utilise les écoles des deux bourgs. En 2020, les élus de Lison souhaitent leur regroupement sur un site unique à la gare de Lison. Néanmoins,  l'intercommunalité, qui administre les écoles de son territoire, décide en 2023 le regroupement à Sainte-Marguerite-d'Elle dans l'école du Bourg agrandie à cette occasion.

## Population et société

### Démographie
L'évolution du nombre d'habitants est connue à travers les recensements de la population effectués dans la commune depuis 1793. Pour les communes de moins de 10 000 habitants, une enquête de recensement portant sur toute la population est réalisée tous les cinq ans, les populations de référence des années intermédiaires étant quant à elles estimées par interpolation ou extrapolation. Pour la commune, le premier recensement exhaustif entrant dans le cadre du nouveau dispositif a été réalisé en 2008.

En 2022, la commune comptait 438 habitants, en évolution de −2,23 % par rapport à 2016 (Calvados : +1,58 %, France hors Mayotte : +2,11 %).
| 1793 | 1800 | 1806 | 1821 | 1831 | 1836 | 1841 | 1846 | 1851 |
| ---- | ---- | ---- | ---- | ---- | ---- | ---- | ---- | ---- |
| 454  | 434  | 553  | 576  | 628  | 645  | 665  | 851  | 785  |

| 1856 | 1861 | 1866 | 1872 | 1876 | 1881 | 1886 | 1891 | 1896 |
| ---- | ---- | ---- | ---- | ---- | ---- | ---- | ---- | ---- |
| 744  | 666  | 642  | 550  | 562  | 534  | 575  | 542  | 565  |

| 1901 | 1906 | 1911 | 1921 | 1926 | 1931 | 1936 | 1946 | 1954 |
| ---- | ---- | ---- | ---- | ---- | ---- | ---- | ---- | ---- |
| 498  | 534  | 535  | 521  | 512  | 503  | 569  | 581  | 571  |

| 1962 | 1968 | 1975 | 1982 | 1990 | 1999 | 2006 | 2008 | 2013 |
| ---- | ---- | ---- | ---- | ---- | ---- | ---- | ---- | ---- |
| 573  | 588  | 515  | 515  | 479  | 453  | 472  | 477  | 458  |

| 2018 | 2022 | - | - | - | - | - | - | - |
| ---- | ---- | - | - | - | - | - | - | - |
| 439  | 438  | - | - | - | - | - | - | - |

### Sports et loisirs
- Le Football Club de l'Elle, club fondé en 1996 de la fusion entre l'USE (club de Saint-Clair-sur-l'Elle) et de l'USCL (Union sportive des Cheminots de Lison). Le siège du club est à Moon-sur-Elle.

## Économie
La commune se situe dans la zone géographique des appellations d'origine protégée (AOP) Beurre d'Isigny et Crème d'Isigny.

## Culture locale et patrimoine

### Lieux et monuments
- Église Saint-Georges, de style néogothique.

### Lison dans les arts et la culture
- La locomotive Lison, en référence à la commune[citation nécessaire][39], dans La Bête humaine (Émile Zola, 1890).

### Personnalités nées à Lison
- Fernande Albany (1889-1966), actrice[40] y est née.

## Pour approfondir